# Доњи Расавци
Доњи Расавци је насељено место у Босни и Херцеговини, у општини Доњи Вакуф. Административно припада Федерацији Босне и Херцеговине, односно њеном Средњобосанском кантону. Према попису становништва из 2013. у насељу је живело 204 становника, а већину популације чинили су Бошњаци. До 1991. године село је било део јединственог насеља Расавци.

## Становништво
По последњем службеном попису становништва из 2013. године у насељу Доњи Расавци живело је 211 становника. Етничку већину у селу чине Бошњаци иако је према званичним прератним статистика село били већински српско.
| Националност | 2013. | 1991.        | 1981. | 1971. |
| Бошњаци      | —     | 36 (10,62%)  | —     | —     |
| Срби         | —     | 297 (87,61%) | —     | —     |
| Хрвати       | —     | 2 (0,59%)    | —     | —     |
| Југословени  | —     | 2 (0,59%)    | —     | —     |
| остали       | —     | 2 (0,59%)    | —     | —     |
| Укупно       | 204   | 339          | —     | —     |